# Nāḩiyat ar Riqāmā
Nāḩiyat ar Riqāmā (arabiska: ناحية الرقاما) är ett subdistrikt i Syrien.   Det ligger i provinsen Homs, i den centrala delen av landet, 120 km nordost om huvudstaden Damaskus.
Trakten runt Nāḩiyat ar Riqāmā är ofruktbar med lite eller ingen växtlighet. Runt Nāḩiyat ar Riqāmā är det glesbefolkat, med 14 invånare per kvadratkilometer.